# Martin Hecker
Martin Hecker (* 3. März 1942 in Neustrelitz) ist ein deutscher Diplomat. Er war Botschafter der Bundesrepublik Deutschland.

## Leben
Nach dem Studium der Rechtswissenschaft in Berlin, Wien, Tübingen und Berkeley (USA), dem Erwerb des Master of Laws (LL.M.), folgte 1970 die Promotion zum Dr. jur.
Nach dem Eintritt in den Auswärtigen Dienst 1972 folgten Verwendungen an der Botschaft im Libanon und in Jordanien, im Auswärtigen Amt und der Botschaft in den Niederlanden.
Von 1984 bis 1988 war Martin Hecker Stellvertretender Leiter des Referats für allgemeine Personalangelegenheiten im Auswärtigen Amt und anschließend bis 1991 Leiter des Wirtschaftsdienstes an der Ständigen Vertretung der Bundesrepublik Deutschland bei den Internationalen Organisationen in Genf.
Von 1991 bis 1995 war er Referatsleiter in der Wirtschaftsabteilung des Auswärtigen Amtes bzw. Referatsleiter in der Abteilung für die Vereinten Nationen des Auswärtigen Amtes. Anschließend war Martin Hecker fünf Jahre Gesandter und Leiter der Wirtschaftsabteilung an der Botschaft Moskau. Daraufhin war er von Oktober 2000 bis Juli 2004 Botschafter in Usbekistan. Zuletzt war er von Juli 2004 bis Juli 2007 Botschafter in der Republik Belarus.